# 1922-es vívó-világbajnokság
Az 1922-es vívó-világbajnokság – eredetileg Európa-bajnokságként – a második világbajnokság volt a vívás történetében. Kettő versenyszámban avattak világbajnokot, a párbajtőrvívást Párizsban, Franciaországban, a kardvívást Oostendében, Belgiumban rendezték meg. 
A Nemzetközi Vívószövetség (FIE) 1937-ben ismerte el világbajnokságokként az Európában 1921-től 1936-ig évente megrendezett nemzetközi vívóbajnokságokat, így lett utólag ez a verseny a második világbajnokság.

## Éremtáblázat
*   Rendező nemzet
| Helyezés | Nemzet        | Arany | Ezüst | Bronz | Összesen |
| -------- | ------------- | ----- | ----- | ----- | -------- |
| 1.       | Hollandia     | 1     | 0     | 0     | 1        |
| 1.       | Norvégia      | 1     | 0     | 0     | 1        |
| 3.       | Franciaország | 0     | 2     | 1     | 3        |
| 4.       | Belgium       | 0     | 0     | 1     | 1        |
| Összesen | Összesen      | 2     | 2     | 2     | 6        |

## Eredmények

### Férfi
| Versenyszám      | Arany                    | Ezüst                               | Bronz                            |
| ---------------- | ------------------------ | ----------------------------------- | -------------------------------- |
| Párbajtőr egyéni | Raoul Heide · Norvégia   | Robert Liottel · Franciaország      | Gaston Cornereau · Franciaország |
| Kard egyéni      | Arie de Jong · Hollandia | Maurice Taillandier · Franciaország | Léon Tom · Belgium               |